# Boom Boom (песня Justice Crew)
«Boom Boom» (с англ. — «Бум бум») — сингл австралийской данс-поп группы Justice Crew. Написан Джеем Шоном и спродюсирован Orange Factory Music. Выпущен в цифровом формате в Австралии 2 июля 2012 года как пятый сингл группы и первый сингл с их дебютного студийного альбома Live by the Words (2014).

## Предыстория и выпуск
«Boom Boom» был написан британским певцом Джеем Шоном и спродюсирован Jeremy Skaller и Robert Larow из Orange Factory Music. Выпущен в цифровом формате 2 июля 2012 года и на CD-носителе 6 июля 2012 года. 1 октября 2012 года было объявлено, что Justice Crew подписали контракт с лейблом американского рэпера Pitbull Mr. 305 Inc., совместным предприятием с RCA Records на выпуск «Boom Boom» в Соединённых Штатах. «Boom Boom» изначально была записана Pitbull для его собственного альбома. Однако он отказался от неё, и песня в конечном итоге была отдана Justice Crew. Pitbull услышал «Boom Boom» во время своего визита в Австралию в рамках своего мирового тура Planet Pit World Tour в августе 2012 года и узнал эту песню. Затем он посетил штаб-квартиру Sony Music Australia и посмотрел видеоклип на песню «Boom Boom», и он и его руководство были впечатлены танцевальными навыками Justice Crew. Они пригласили Justice Crew исполнить песню на своём концерте в Сиднее.

## Клип и продвижение
Сопутствующий музыкальный клип на песню «Boom Boom» был впервые показан на Vevo 29 июня 2012 года. Justice Crew исполнили «Boom Boom» на Australia’s Got Talent 4 июля 2012 года. Позже они исполнили песню во время Sunrise Street Party в Хоторне, Виктория, 6 июля 2012 года.

## Список композиций
- Digital download[1]

1. «Boom Boom» — 3:05

- CD single[2]

1. «Boom Boom» — 3:05
2. «Boom Boom» (Bodega Bullies Club Remix)
3. «Boom Boom» (Supasound Club Remix)
4. «Boom Boom» (Supasound Dub Remix)
5. «Boom Boom» (Karaoke Mix)

## Хит-парады

### Недельные хит-парады
| Чарт (2012-13)                     | Позиция |
| ---------------------------------- | ------- |
| Австралия (ARIA)                   | 1       |
| Германия (GfK)                     | 46      |
| Новая Зеландия (Recorded Music NZ) | 3       |

### Хит-парады на конец года
| Чарт (2012)                     | Позиция |
| ------------------------------- | ------- |
| ARIA Singles Chart              | 7       |
| Australian Artist Singles Chart | 2       |

| Чарт (2013)                     | Позиция |
| ------------------------------- | ------- |
| Australian Artist Singles Chart | 41      |

## Сертификация
| Регион | Сертификация  | Продажи  |
| --- | ------------- | -------- |
| Австралия (ARIA) | 6× Платиновый | 420 000^ |
| Новая Зеландия (RMNZ) | 2× Платиновый | 30 000*  |
| * Данные о продажах приведены только на основе сертификации. ^ Данные о тиражах приведены только на основе сертификации. |               |          |

## Даты выпуска
| Страна    | Дата           | Формат               | Лейбл                |
| --------- | -------------- | -------------------- | -------------------- |
| Австралия | 2 июля 2012    | Цифровая дистрибуция | Sony Music Australia |
| Австралия | 6 июля 2012    | CD-сингл             | Sony Music Australia |
| США       | 2 апреля 2013  | Rhythmic radio       | Mr. 305 Inc.         |
| США       | 23 апреля 2013 | Mainstream radio     | Mr. 305 Inc.         |